# NGC 2480
NGC 2480 في الفهرس العام الجديد، هي مجرة، تقع في كوكبة التوأمان. اكتشفت في 1 فبراير 1856 بواسطة ويليام بارسونز.

## روابط خارجية
- NGC 2480 على موقع ويكي سكاي: DSS2, SDSS, GALEX, IRAS, Hydrogen α, X-Ray, Astrophoto, Sky Map, Articles and images